# スナビキソウ
スナビキソウ（砂引草、窃衣、学名：Heliotropium japonicum）は、ムラサキ科キダチルリソウ属の多年草。別名、ハマムラサキ。

## 特徴
茎の高さは25-30cmになり、ときに分枝し、密に圧毛が生える。葉は密に互生し、葉身は長さ2.5-6cm、幅0.5-2cm、倒披針形から長楕円状倒披針形で、先は鈍頭または円頭、基部は細まり、葉柄はなく、縁は全縁となる。葉質はやや厚く多肉質で両面に圧毛が生える。
花期は5-8月。茎先に短い花序を出して分岐し、芳香のある白色の花をつける。萼は緑色で5中裂し、裂片は狭長で毛が生える。花冠は漏斗形で径約8mm、花冠筒部は長さ6-7mm、上部は5裂して平開し、喉部は緑色がかった黄色になり、基部は細い筒となる。蕾時はらせん状にねじれている。雄蕊は花冠裂片と互生して5個あり、花筒につく。子房は上位で、4室に分かれ、花柱は短く、先端は円錐状に肥厚し、柱頭は花柱の肥厚した側面につく。果実は長さ8-10mmになる4稜形の核果になり、中に4個の小核を含む。核果の中果皮はコルク質で海水に浮かび散布される。

## 分布と生育環境
日本では北海道、本州、九州（北部）に分布し、海岸の砂地に生育する。世界では、種として、モンゴル、中央アジア、シベリア、ヨーロッパに分布する。

## 分子系統学的研究の成果による属の統合
本種の属は、従来は、果実の特徴をもとに、スナビキソウ属（Argusia Boehm, Messerschmidia L.）とされたが、分子系統学的研究の成果によって、果実の形質は分類系統を反映していないことが明らかにされ、キダチスナビキ属（Tournefortia L.）とともに、キダチルリソウ属に統合された。

## 名前の由来
和名スナビキソウは、「砂引草」の意で、海岸の砂地の中に地下茎を長く伸ばして繁殖することによる。
各シノニムの種小名、sibirica は「シベリアの」の意味。最も古い学名の Tournefortia sibirica L. (1753)の種小名（形容語）が使用可能であるので、将来的には学名の変更が必要となるという。

## ギャラリー

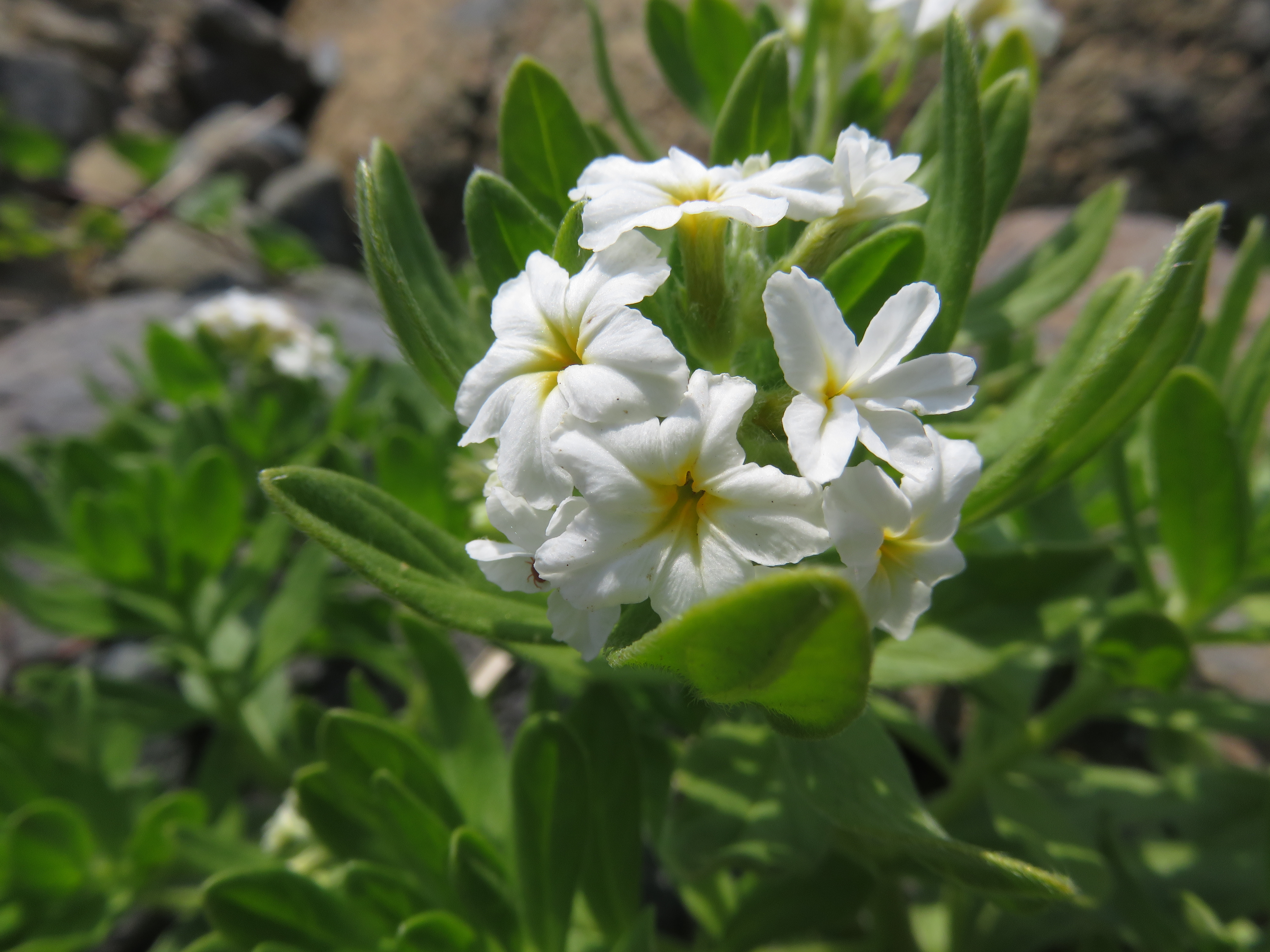
花冠の喉部は緑色がかった黄色になる。雄蕊、雌蕊は短く花筒を出ないため、外側からは見えない。
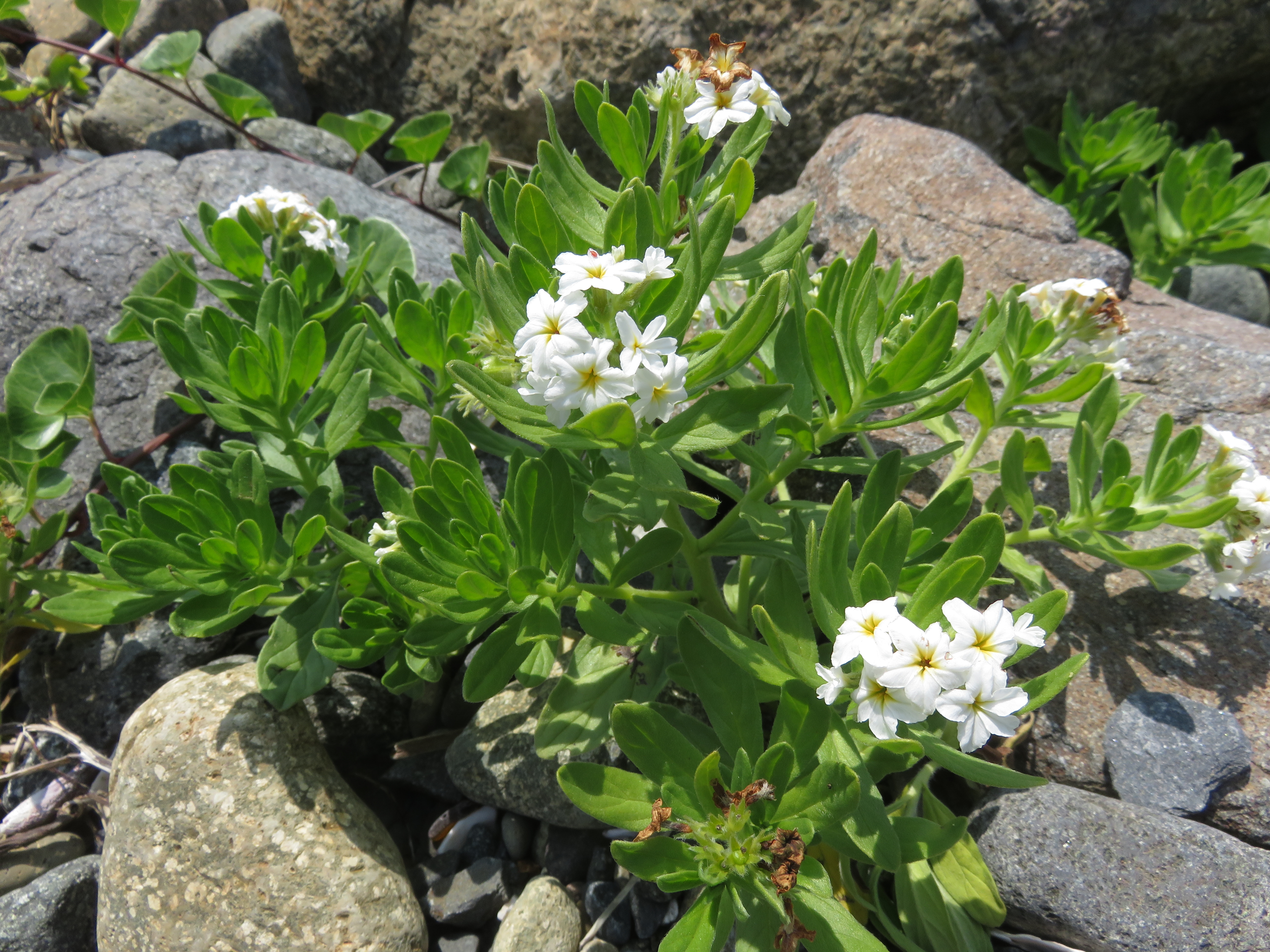
礫石の浜に生育しているものもある。